# Людвіг Міннігероде
Людвіг Міннігероде (нім. Ludwig Minnigerode; 12 квітня 1847, Стрий, Австрійська імперія — 1938, Австрія) — австрійський художник портретного і жанрового малярства.
Міннігероде навчався у Віденській академії образотворчих мистецтв у Едуарда фон Енгерта. Після закінчення навчання викладав у Віденській школі прикладних мистецтв.
Найвідоміші його учні: Густав Клімт, Марі Арнсбург, Карл Мартін Шаде, Алоїз Еніш та Альфред Базель.
У 1918 році залишив Відень і останні роки життя провів в Зальцбурзі.

## Картини

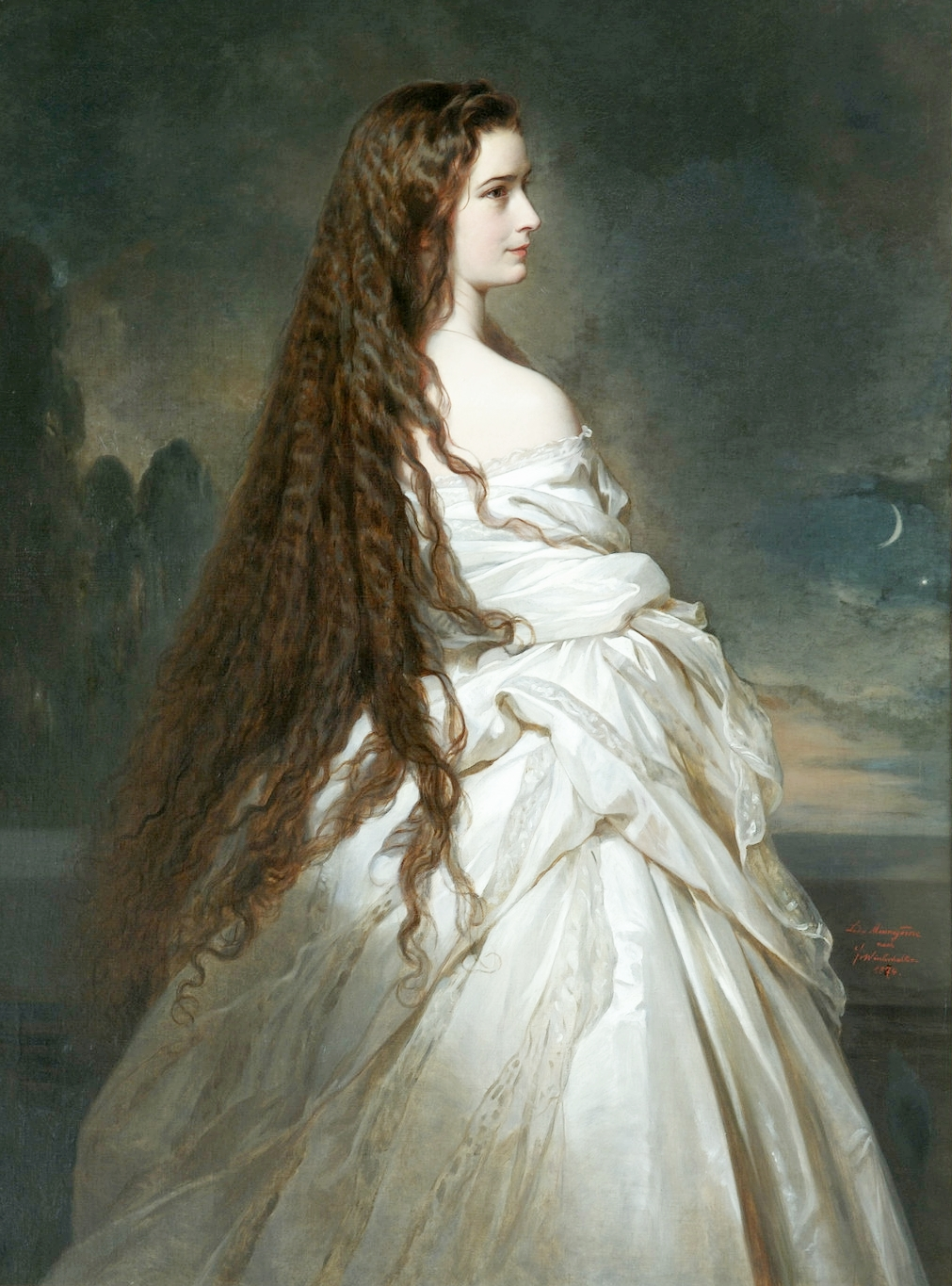
Імператриця Єлизавета (1874)
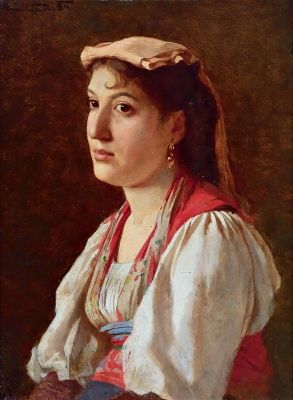
Італійка (1884)
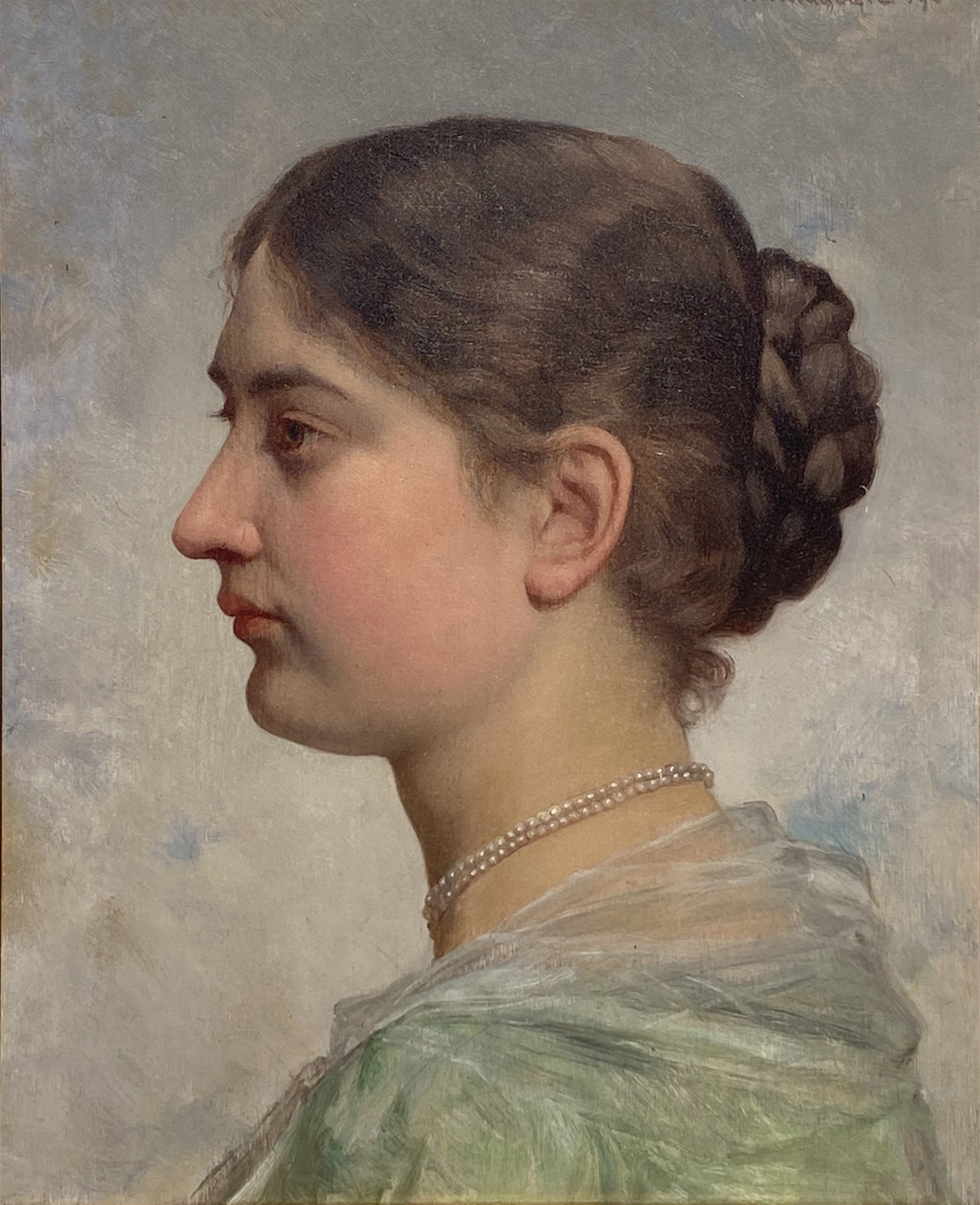
Портрет молодої жінки (1890)
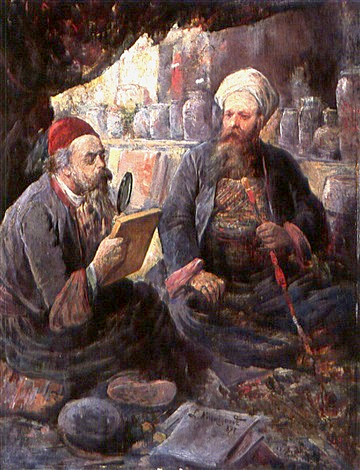
Двоє із Сходу (1897)
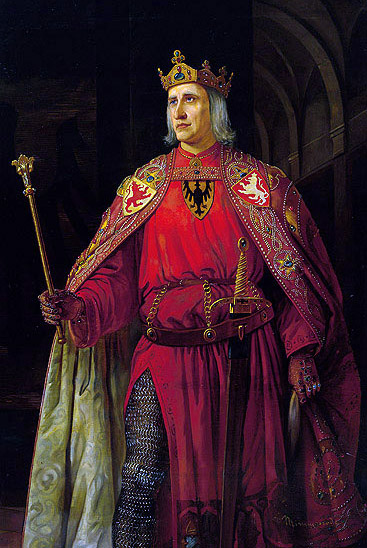
Рудольф I Габсбург (1916)